# JoJolion
JoJolion (ジョジョリオン, Jojorion) est la huitième partie du manga JoJo's Bizarre Adventure écrit et dessiné par Hirohiko Araki. Il est prépublié entre mai 2011 et août 2021 dans le magazine seinen Ultra Jump de l'éditeur Shūeisha, et a été compilé dans les tomes 105 à 131. Il s'agit de la partie la plus longue que l'auteur a réalisée. La version française est publiée par Delcourt/Tonkam de novembre 2016 à juillet 2023.
Le personnage principal s'appelle Josuke Higashikata tandis que l'histoire se déroule après le séisme de 2011 de la côte Pacifique du Tōhoku, dans la même timeline que la partie 7, Steel Ball Run.
En 2013, le manga remporte le Grand Prix au Japan Media Arts Festival.
Le titre de cette partie est composé de "Jojo", le surnom des protagonistes de chaque partie du manga et de "-lion", qui fait référence au mot grec ancien "εύαγγέλιον" (évangile en français et signifiant "la bonne nouvelle") ainsi qu'à Pygmalion.

## Synopsis
La ville de Morio au Japon a été dévastée par le séisme de 2011 de la côte Pacifique du Tōhoku. Cependant, d'étranges édifices ont fait leur apparition : les murs qui voient (ou "murs aux yeux"). Ces murs ont surgi à travers toute la ville, endommageant certaines routes, conduits d'eau, d'électricité et d'essence. Un jour, une étudiante, Yasuho Hirose découvre un jeune homme complètement nu près de l'un des murs qui voient, portant une tache de naissance en forme d'étoile, des marques de morsure, un chapeau de marin et possédant étrangement quatre testicules. Après s'être réveillé, l'homme n'a aucune idée de qui il est et Yasuho décide de l'aider à retrouver la mémoire. Nommé Josuke par Yasuho, le jeune homme est alors accueilli par la famille Higashikata, à la tête d'une entreprise d'import de fruits. La découverte peu après d'un cadavre près des murs qui voient puis les agissements de mystérieuses personnes vont faire comprendre à Josuke que toutes ces énigmes ont un lien avec son passé qu'il ignore...

## Personnages

### Personnages principaux
Josuke Higashikata (東方 定助, Higashikata Jōsuke)
- Nom du Stand : Soft & Wet (Un hommage à Gold Experience de Golden Wind) → Soft & Wet Go Beyond

Un jeune homme retrouvé nu, inconscient, avec quatre testicules et portant un chapeau de marin près des "murs qui voient" par Yasuho Hirose. Avec l'aide de celle-ci, il fera tout pour retrouver la mémoire. Accueilli chez la famille Higashikata, Josuke comprend qu'il est la clé d'une énigme concernant une maladie étrange touchant cette famille ainsi que l'étrange capacité des "murs qui voient". Son Stand Soft & Wet lui permet de retirer n'importe quoi à l'aide de bulles : eau, son, odeur...
Un hommage à Josuke Higashikata et Yoshikage Kira de Diamond Is Unbreakable.
Yasuho Hirose (広瀬 康穂, Hirose Yasuho)
- Nom du Stand : Paisley Park

Âgée de 19 ans, Yasuho Hirose est une étudiante en sociologie qui a découvert Josuke près des "murs qui voient". Intriguée par l'amnésie et la particularité physique du jeune homme, elle décide de l'aider à retrouver sa mémoire. Elle le prénomme "Josuke" en référence à son chien. Yasuho développe un Stand nommé Paisley Park, une sorte de créature humanoïde femelle ressemblant à une carte routière qui indique la direction la plus sûre à son porteur et ses alliés.
Un hommage à Koichi Hirose de Diamond Is Unbreakable et Golden Wind.

### La famille Higashikata
Norisuke Higashikata IV (四代目東方 憲助, Yondaime Higashikata Norisuke)
- Nom du Stand : King Nothing

De son vrai nom Josuke Higashikata, c'est l'arrière-petit-fils du premier Norisuke Higashikata qui a concouru à la Steel Ball Run. Âgé de 59 ans, c'est un père de famille et directeur de l'entreprise d'import de fruits Higashikata. Respectant les traditions, il ne vend que des fruits de qualité cultivés localement. Comme tous les aînés de la famille, il a été atteint par une maladie dans son enfance mais sa mère Tomoko s'est sacrifiée pour qu'il puisse être guéri. Pour rendre service à la société, Norisuke décide d'accueillir Josuke chez lui jusqu'à ce qu'il retrouve la mémoire. Son Stand King Nothing ressemble à un bouffon composé de pièces de puzzle, il peut s'assembler et se désassembler à volonté ainsi que traquer des odeurs.
Hato Higashikata (東方 鳩, Higashikata Hato)
- Nom du Stand : Walking Heart

Âgée de 24 ans, Hato est le 2ème enfant et la fille aînée de Norisuke Higashikata IV. Mannequin de profession, c'est une jeune femme assez excentrique et superficielle. Son Stand lui permet d'allonger les aiguilles de ses talons pour transpercer ou marcher sur les murs, elle l'utilise pour mettre hors d'état de nuire son petit-ami Tamaki Damo qui s'avérait être un ennemi.
Joshû Higashikata (東方 常秀, Higashikata Jōshū)
- Nom du Stand : Nut King Call (Un hommage à Crazy Diamond de Diamond Is Unbreakable)

Âgé de 18 ans, Joshû est le 3ème enfant et le fils cadet de Norisuke Higashikata IV. Ami d'enfance de Yasuho, il est très amoureux d'elle mais cet amour n'est pas du tout réciproque. Joshû est jaloux, possessif, immature et matérialiste. Alors qu'il se faisait malmener par des dealers à qui il a volé de l'argent, Joshû développe son Stand qui fait apparaître des boulons et des écrous sur la cible. Lorsque les écrous sont enlevés, la cible est démontée en morceaux. Joshû déteste profondément Josuke qu'il considère comme un voleur, et n'hésite pas à l'insulter à plusieurs reprises. Sa relation avec Yasuho est très ambiguë, puisqu'il a tenté à 2 reprises d'avoir des rapports sexuels plus ou moins consentis avec elle. Lors de l'attaque de la résidence des Higashikata par Tooru, Joshû s'enfuit avec un plant de Rokakaka nouveau, dans le but de sauver Yasuho, alors blessée par Jobin et Wonder of U. Il effectue alors un échange équivalent avec elle et perd son bras.
Daiya Higashikata (東方 大弥, Higashikata Daiya)
- Nom du Stand : California King Bed (Un hommage à White Snake de Stone Ocean)

Âgée de 16 ans, Daiya est le 4ème enfant et la fille cadette de Norisuke Higashikata IV. Déficiente visuelle, Daiya refuse cependant d'être considérée comme une personne handicapée et veut se débrouiller toute seule. Extravertie, elle tombe amoureuse de Josuke. Son Stand ressemblant à un jouet lui permet de voler les souvenirs d'une personne avec qui elle se dispute et de les matérialiser sous forme de pièces de jeu d'échecs.
Un hommage à Yukako Yamagishi de Diamond Is Unbreakable.
Jobin Higashikata (東方 常敏, Higashikata Jobin)
- Nom du Stand : Speed King

Âgé de 32 ans, Jobin est le fils aîné de Norisuke Higashikata IV, le mari de Mitsuba et le père de Tsurugi. Il travaille comme homme d'affaires dans la société familiale. Passionné de coléoptères, il s'exprime souvent en poésie et aime que l'on le félicite pour ses vers. Perspicace, cultivé et intelligent, Jobin est en revanche un grand enfant selon son fils et il peut vite perdre ses moyens. Il apparaît en revenant d'un voyage d'affaires aux Philippines et a ramené des cadeaux pour sa fratrie. Josuke le soupçonne d'importer des fruits Rokakaka via l'entreprise familiale et de blanchir l'argent du groupe de trafiquants de Tamaki Damo. Son Stand semble capable de contrôler la chaleur. Jobin s'oppose à son père à propos de la gestion de l'entreprise, estimant qu'il faudrait importer d'autres fruits du monde entier pour augmenter le chiffre d'affaires de la boîte et se tenir au sommet de la société. Particulièrement déterminé, Jobin souhaite mettre la main sur le Rokakaka afin de sauver son fils Tsurugi de la maladie héréditaire des Higashikata, quitte à s'allier aux dangereux hommes-rochers pour éventuellement les trahir ensuite. Jobin apparaît comme un personnage très ambigu, puisque d'un côté il est profondément attaché à sa famille et aime profondément son fils Tsurugi, pour qui il veut le plus grand bien. D'un autre côté, il n'hésite pas à utiliser son stand pour blesser, peut-être fatalement, son père Norisuke quand celui-ci entre en désaccord avec lui. D'après Joshû, Jobin est mort lors de l'attaque de Tooru.
Mitsuba Higashikata (東方 蜜葉, Higashikata Mitsuba)
- Nom du Stand : Awaking III Leaves (Un hommage à C-Moon de Stone Ocean)

Âgée de 31 ans, Mitsuba est la femme de Jobin, fils aîné de la famille Higashikata et la mère de Tsurugi. Assez réservée, elle n'a pas vraiment d'interactions avec Josuke contrairement au reste de la famille. L'intrigue s'intéressera à elle lorsqu'elle consultera le Docteur Tomoki pour des problèmes de santé apparus après son augmentation mammaire. On apprendra alors qu'elle était enceinte, et que l'échange équivalent a agi comme un avortement sur elle. Elle perdra son nez durant cet arc. Son Stand lui permettant de créer des vecteurs qui influent sur l'énergie.
Tsurugi Higashikata (東方 常敏, Higashikata Tsurugi)
- Nom du Stand : Paper Moon King

Âgé de 9 ans, Tsurugi est le fils de Jobin et Mitsuba, ainsi que le petit-fils de Norisuke Higashikata IV. Etant donné que les fils aînés de la famille sont atteints par une mystérieuse maladie pouvant s'avérer mortelle, Tsurugi est élevé en tant que fille. Effrayé par cette maladie, il se fera manipuler par Yotsuyu Yagiyama puis coopérera avec Josuke et Yasuho pour mettre la main sur un mystérieux fruit qui pourrait le soigner. Son Stand lui permet de donner vie à des origami mais également de pouvoir plier n'importe quoi comme si c'était du papier, pouvant faire une grenouille origami avec un téléphone portable par exemple. De plus, si quelqu'un touche ses créations, il sera plongé dans une illusion et verra tous les gens qu'il croisera avec le même visage.
Kyô Nijimura (虹村 京, Nijimura Kyō)
- Nom du Stand : Born This Way (Un hommage à Highway Star (de Diamond Is Unbreakable) et White Album (de Golden Wind))

Âgée de 22 ans, Kyô est la fille de Holy Joestar et la sœur de Yoshikage Kira. Travaillant comme domestique chez les Higashikata, elle est en réalité infiltrée pour percer le secret de cette famille. Josuke sera traqué par son Stand, un motard qui apparaît à chaque fois que la cible ouvre quelque chose. Une fois le Stand déjoué et Kyô démasquée, Josuke apprendra de cette dernière le concept d'échange équivalent mais également qu'il est la fusion entre Yoshikage Kira et un autre homme et que le sol près des "murs qui voient". Dans le chapitre 103, Kyô s'appelle Kei. Elle est auprès de sa mère, Holy Kira-Joestar, lorsque Yasuho l'appelle pour prévenir Josuke de l'attaque de Tooru à la résidence des Higashikata.
Un hommage à Jotaro Kujo (de Stardust Crusaders, Diamond Is Unbreakable, Golden Wind et Stone Ocean) et Les frères Nijimura (de Diamond Is Unbreakable).
Kaato Higashikata (東方 花都, Higashikata Kaato)
- Nom du Stand :  Space Trucking (Un hommage à Enigma de Diamond Is Unbreakable)

Âgée de 52 ans, Kaato est l'ex-femme de Norisuke Higashikata IV ainsi que la mère de Jobin, Hato, Joshû et Daiya. Après avoir passé 15 ans en prison pour avoir enterré vivant un adolescent qui harcelait son fils Jobin, elle est libérée et revient chez son ex-mari pour profiter de sa luxueuse maison et voir ses enfants. Alors qu'elle est rejetée par la quasi-totalité de la famille, seul Jobin continue à l'accepter et à la considérer comme sa mère. Elle l'avertit de ce que manigance Norisuke avec Josuke, qu'elle considère comme un intrus. Son Stand lui permet de stocker n'importe quoi entre un paquet de cartes à jouer, que ce soit un téléphone portable ou une chaise.
Un hommage à Jolyne Kujo de Stone Ocean.
Rai Mamezuku (豆銑 礼, Mamezuku Rai)
- Nom du Stand :  Doggy Style (Un hommage à Stone Free de Stone Ocean)

Âgé de 31 ans, Rai est un expert en plantes qui travaille secrètement pour Norisuke Higashikata IV. Vivant en ermite sur des piliers de téléphérique d'une station de ski, il sait cultiver n'importe quel type de plante et vend des fruits à un coût exorbitant pour le compte de la compagnie Higashikata. Norisuke lui demande d'aider Josuke à reconnaître la branche greffée de Rokakaka, ce qu'il est le seul à pouvoir faire. Du fait de ses connaissances et de son talent, Rai est la cible d'un groupe inconnu d'hommes-rochers qui cherchent à le capturer pour cultiver des nouveaux Rokakakas afin d'obtenir une sorte d'immortalité. Son Stand Doggy Style lue peler son corps à la manière d'une pomme et de contrôler les pelures afin de saisir des objets à distance. Ce Stand n'étant pas adapté pour le combat, Rai demande donc à Josuke de le protéger, quitte à laisser oublier Yasuho. Par la suite, Rai parviendra à empoisonner l'homme-rocher Poor Tom et feindre sa mort. Il soupçonnera également Jobin Higashikata d'avoir mis le feu au verger. Il jouera plus tard un rôle important contre Tooru à l'hôpital de Morioh, où il sera gravement blessé par ce dernier.
Un hommage à Toyohiro Kanedaichi de Diamond Is Unbreakable.
Rina Higashikata (東方 理那, Higashikata Rina)
Née en 1874, Rina est la fille de Norisuke Higashikata Ier du nom ainsi que l'arrière-arrière-grand-mère de Yoshikage Kira et Kyô Nijimura. Elle s'est mariée en 1892 avec un américain, Jonathan Joestar dit Johnny, un concurrent de son père à la Steel Ball Run. Atteinte d'une maladie inconnue, Johnny fit tout pour la sauver y compris voler le cadavre de Jésus-Christ pour exploiter son pouvoir divin. Alors que Rina fut soignée, le pouvoir du Cadavre Saint transféra sa maladie en celle de son fils, le jeune George. Cependant, l'enfant fut sauvé lorsque son père Johnny transféra son malheur en lui et mourut le crâne fracassé par un rocher. Rina fut un temps suspectée d'avoir tué son mari avant d'être innocentée.
Un hommage à Erina Pendleton de Phantom Blood et Battle Tendency.

### Antagonistes
Jobin Higashikata (東方 常敏, Higashikata Jobin)
Ojiro Sasame (笹目 桜二郎, Sasame Ōjirō)
- Nom du Stand : Fun Fun Fun

Ojiro est un surfeur qui voue une haine terrible à l'encontre de Yoshikage Kira depuis que ce dernier lui a dit qu'un surfeur n'était pas un vrai homme de la mer. Ayant retrouvé son appartement, il le truffe de pièges afin de le blesser car son Stand peut contrôler entièrement une personne lorsque ses quatre membres sont blessés. Il va jusqu'à séquestrer et torturer une jeune femme pour accuser Kira de ces sévices. Alors qu'un vendeur de chapeaux l'a reconnu comme étant Yoshikage Kira, Josuke pénètre dans l'appartement de Kira avec Yasuho et se fait piéger. En effet, Ojiro avait loué l'appartement juste au-dessus de Kira, afin de pouvoir manipuler son dernier avec son stand, Fun Fun, Fun. Fun Fun Fun agit lorsqu'Ojiro se situe au-dessus de sa victime et que cette dernière se blesse. Oojiro dépose alors une marque sur le membre blessé, lui permettant ainsi de contrôler tous les mouvements de sa victime. Cependant, Josuke parviendra à vaincre Ojiro en retirant les frottements du sol et lui infligera une sévère correction. Il sera tué par Jobin Higashikata après avoir tenté de voler le Rokakaka.
Gingko biloba (arbre)
- Nom du Stand : Les Feuilles

Un arbre situé au Passage des Chantages dans Morio. Son Stand, à la manière de Harvest dans la partie IV, est constitué de minuscules petits êtres qui se dissimulent sous ses feuilles tombées au sol. Lorsque quelqu'un marche sur ces feuilles, ils les font bouger à très haute vitesse. La personne ne remarquera pas qu'elle est déplacée et causera des dégâts involontairement. Et elle sera la cible des habitants du quartier qui l'accuseront des dégradations et lui exigeront de payer les réparations.
On découvre plus tard que, à la suite de conséquences malheureuses, Les Feuilles sont responsables de la mort de Johnny Joestar en déplacent un rocher sur sa tête.
Yotsuyu Yagiyama (八木山 夜露, Yagiyama Yotsuyu)
- Nom du Stand : I am a Rock

Yotsuyu est un homme-rocher (Un hommage à Les Hommes du Pilier de Battle Tendency) faisant partie du groupe de trafiquants de Tamaki Damo. Il s'agit du premier homme-rocher introduit dans le manga. Il a volé l'identité d'un orphelin pour devenir un brillant architecte. Il a d'ailleurs participé à la construction de la maison des Higashikata et du stade de Morio. Il tente de tuer Josuke et manipule Tsurugi pour cela, en lui promettant de soigner la maladie qui le guette. Lorsque Yotsuyu touche une personne, son Stand fait en sorte que cette personne attire des objets à elle comme des pots de fleur en pierre, des bogues de châtaignes ou des jerricanes remplies de pesticide. L'attraction est telle que les objets s'enfoncent dans la chair et la cible n'attire qu'un seul type d'objet à la fois, mais ces objets sont généralement nombreux à être attirés. Du fait de sa nature d'homme-rocher, Yotsuyu peut se dissimuler dans la nature et reprendre forme humaine lorsqu'il le souhaite. Démasqué par le King Nothing de Norisuke, il est vaincu par Josuke et meurt noyé dans l'océan.
Aishô Dainenjiyama (大年寺山　愛唱, Dainenjiyama Aishō)
- Nom du Stand : Doobie Wah!

Travaillant comme employé au stade de Morio, Aishô est en réalité un homme-rocher faisant partie du groupe de trafiquants de Tamaki Damo. Il vend à un prix exorbitant des fruits appelés Rokakaka qui peuvent soigner n'importe quel mal à condition de perdre une chose équivalente. Il remarque qu'il est pisté par Yasuho Hirose et Tsurugi Higashikata et envoie son Stand Doobie Wah! les attaquer. Ce Stand consiste en une tornade qui pourchasse l'adversaire tant qu'il respire. Cependant, sous l'effet du Stand de Tsurugi, Aishô pensera converser avec Jobin alors qu'il se trouvait face à un bus, bus qui le percute et le tue.
Les jumeaux A.Phex (エイ・フェックス兄弟, Ei Fekkusu-kyōdai)
- Noms des Stand : Schott Key n°1 et Schott Key n°2

Les A.Phex sont des hommes-rochers jumeaux faisant partie du groupe de trafiquants de Tamaki Damo. Après avoir grièvement blessé deux policiers qui les trouvaient louches, ils s'attaquent à Josuke et Karera. L'aîné a un moignon de pierre en guise de main droite et son Stand lui permet d'y téléporter ce qu'il touche avec sa main gauche. Le cadet passe son temps à faire des jongles avec un ballon de football, qui s'avère être son Stand. En effet, ce ballon contient un gaz toxique qui peut être libéré en ouvrant une fermeture éclair. Les frères A.Phex donnent du fil à retordre à Josuke mais ils finissent tués par Karera de la même manière qu'ils avaient tentés de la tuer, avec les flammes d'un chalumeau. Les jumeaux étaient déjà intervenus six mois auparavant pour retrouver les branches de Rokakaka volées par Yoshikage Kira et Josefumi Kujo. Ils s'étaient alors pris une solide dérouillée par ce dernier.
Tamaki Damo (田最 環, Damo Tamaki)
- Nom du Stand : Vitamin C

Présenté comme ayant 23 ans et gérant d'une blanchisserie, Tamaki Damo est le petit-ami de Hato Higashikata, fille de Norisuke Higashikata IV. En réalité, c'est un homme-rocher qui dirige un trafic de fruits Rokakaka et qui a séduit Hato uniquement pour s'infiltrer chez les Higashikata, les soupçonnant fortement d'être à l'origine de la mort de ses alliés Yotsuyu Yagiyama, Aishô Dainenjiyama et les frères A.Phex. Tamaki est en quelque sorte indirectement responsable de l'existence de Josuke puisque six mois avant le début de l'histoire, il a torturé Yoshikage Kira et Josefumi Kujo pour leur faire avouer où ils cachaient les branches de Rokakaka qu'ils ont volées. La gravité des blessures de Yoshikage a conduit Josefumi à utiliser l'échange équivalent pour sauver son ami. Six mois plus tard, alors qu'il joue au petit-ami intimidé par le fait de rencontrer la famille de sa copine, son Stand Vitamin C a laissé des empreintes de doigts et de main dans la maison. Quiconque touche ces empreintes se transforme en gelée. Ayant neutralisé la famille, il fait pression sur Norisuke et comprend alors que Josuke est la nouvelle identité de Josefumi Kujo, l'homme qu'il recherche. Hors d'atteinte de Vitamin C et comprenant que sa famille est en danger, Hato blesse grièvement Tamaki grâce à son Stand Walking Heart. Ce dernier s'enfuit de la maison mais Josuke le rattrape. Tamaki tente alors de convaincre ce dernier de rejoindre son trafic mais Soft & Wet le tue en lui détruisant la tête d'un coup de poing.
Zaihei Nigatake (苦竹財平, Nigatake Zaihei)
- Nom du Stand : Milagroman (Un hommage à Cheap Trick de Diamond Is Unbreakable)

Un homme mystérieux dont on sait peu de choses. Il semble être bien connu dans le monde souterrain du Japon, car un propriétaire de boîte de nuit a refusé la somme d'argent absurde de Joshu Higashikata et l'a remboursé avec intérêts juste pour partir, craignant que Joshu ne travaille pour l'homme. Selon une légende urbaine, l'homme était un marchand d'armes originaire d'un pays inconnu qui s'est enrichi grâce aux guerres partout dans le monde grâce à son activité de fabrication et de vente d'armes incroyables. Après sa mort, ses descendants reprennent son œuvre. En une génération, le marchand d'armes actuel a perdu un procès prolongé, qui lui a coûté 50 000 000 000 de dollars. Le dealer est devenu fou et a tué toute sa famille, a mis le feu à sa maison et à sa fortune, puis s'est jeté dans le feu pour se suicider. Son Stand, Milagroman, persiste après sa mort et agit comme une malédiction qui offre des sommes innomables d'argent à une cible qui récupère l'un de ses billets jusqu'a ce qu'elle se noie avec. La malédiction ne peut être brisé que si la victime refuse l'argent de Milagroman ou le rend à son propriétaire précédent.
Dolomite (ドロミテ, Doromite)
- Nom du Stand : Blue Hawaii (Un hommage à Limp Bizkit et Bohemian Rhapsody de Stone Ocean)

Dolomite, connu également sous le nom de Masaji Dorokoma 泥駒 政次 (Dorokoma Masaji), est un homme-rocher vivant au sanctuaire Mutsukabe de Morio. Son Stand Blue Hawaii peut forcer la personne qui touche Dolomite ou une partie de son corps a suivre une cible en ligne droite en avançant droit devant, comme un zombie. Alors qu'il flirtait avec sa fiancée, celle-ci fut atteinte malencontreusement par le pouvoir de son Stand et se dirigea droit vers une ligne à haute-tension. Dolomite s'interposa et fut électrocuté à sa place. Sauvé par l'échange équivalent du Rokakaka, il s'en tira cependant avec un corps hideux avec des dents monstrueuses et des moignons en guise de pattes l'obligeant à se déplacer comme un animal. Jobin va à sa rencontre et l'amadoue avec des cuisses de poulet frit. Bien qu'il éprouve de la tristesse envers ses camarades hommes-rochers décédés, Dolomite n'est pas intéressé par le trafic de Rokakaka. Pour le convaincre, Jobin lui parle de Josuke Higashikata, issu de la fusion entre Josefumi Kujo et Yoshikage Kira. Voyant un espoir de trouver un nouveau corps avec cette face cachée de l'échange équivalent, Dolomite suit les instructions de Jobin et lui donne une de ses dents pour piéger Josuke. Plusieurs personnes et animaux seront infectées avant que Josuke ne le soit lui-même. Après avoir obtenu des informations de Josuke, Dolomite lui ordonne de se noyer dans un étang mais Yasuho arrive à temps et bat Dolomite. Ce dernier s'avoue vaincu et après avoir révélé tout ce qu'il s'avait à Josuke et Yasuho, il s'évanouit à la suite des coups qu'il a reçus. Josuke le laisse finalement tranquille, estimant qu'il ne sera plus un danger.
Urban Guerrilla (アーバン・ゲリラ, Āban Gerira)
- Nom du Stand : Brain Storm

Urban Guerrilla est un homme-rocher travaillant comme médecin gastro-entérologue sous le nom de Ryō Shimosato 下里 良 (Shimosato Ryō). Avec son animal-rocher Doremifasolati Do ドレミファソラティ・ド (Doremifasorati Do) (Un hommage à Secco de Golden Wind), il attaque Rai Mamezuku, Josuke Higashikata et Yasuho Hirose. Très agressif, Urban Guerrilla décide de tuer ses adversaires après que Rai l'ait blessé avec un couteau. En se déplaçant sous-terre grâce à son animal, il donne du fil à retordre aux protagonistes avec son Stand très dangereux, Brain Storm, qui consiste en de multiples petits blocs pointus qui percent la peau pour s'infiltrent dans l'organisme. Là, ils se multiplient telles des bactéries et causent des trous sur le corps de la personne infectée. Comme la plupart des hommes-rochers, Urban Guerrilla méprise les humains mais reconnaît que Josuke est un chef-d'œuvre de la nature. Pour lui, le gang de Tamaki Damo n'étaient attirés que par l'argent alors que le nouveau Rokakaka apportera un nouveau statut aux hommes-rochers notamment grâce au silicium qui les compose. Alors qu'il s'apprêtait à tuer Josuke, Urban Guerrilla est aspergé d'essence par Rai Mamezuku qui lui met ensuite le feu. L'homme-rocher meurt brûlé, Josuke voulait le garder en vie pour obtenir des informations mais Rai préférait s'en débarrasser à cause du danger qu'il représentait. On peut voir un parallèle entre Urban Guerilla et Cioccolata, ainsi que Doremifasolati Do et Secco.
Un hommage à Cioccolata (de Golden Wind) et Lang Wrangler (de Stone Ocean).
Poor Tom (プアー・トム, Puā Tomu)
- Nom du Stand : Ozon Baby

Poor Tom est un homme-rocher travaillant dans la société comme médecin obstétricien. Il a l'apparence d'un enfant mais avec les rides d'un vieil homme et semble être un véritable obsédé. Supérieur d'Urban Guerrilla, il s'étonne de ne plus avoir de nouvelles de ce dernier et entre en contact avec Jobin Higashikata pour obtenir la branche greffée de Rokakaka. Son redoutable Stand Ozon Baby est une réplique en Lego de la Maison-Blanche qui contrôle la pression atmosphérique d'une zone assez grande comme la demeure Higashikata. Poor Tom demande à Jobin d'enterrer son Stand dans le verger familial pour que personne ne puisse s'approcher de la branche. Cependant, le Stand fait effet sur Josuke, Rai Mamezuku ainsi que toute la famille Higashikata y compris Jobin. Ce dernier souhaite avoir le Rokakaka pour soigner son fils Tsurugi et avait déjà prévu de fausser compagnie à Tom à un moment donné. Dépassés par la puissance d'Ozon Baby, Jobin et Tsurugi mettent le feu au verger pour forcer Tom à stopper son attaque. C'est finalement Rai qui intervient pour sauver la branche empoisonne Tom avec lui faisant avaler de force des baies d'if extrêmement toxiques. Alors que Rai subit Ozon Baby, Poor Tom croit s'emparer de la branche de Rokakaka et s'enfuit pour retrouver ses alliés cachés dans une ambulance. Pourchassé par Josuke et affaibli par l'empoisonnement, Poor Tom est abattu d'une balle dans la tête par un de ses alliés qui récupère la branche. Cette branche s'avère ne pas être celle du Rokakaka, la vraie étant subtilisée par Jobin.
Tomoki Wu (羽 伴毅, Ū Tomoki)
- Nom du Stand : Doctor Wu (Un hommage à Earth, Wind and Fire (de Diamond Is Unbreakable) et Baby Face (de Golden Wind))

Tomoki Wu est un homme-rocher travaillant comme médecin ophtalmologiste à l'hôpital universitaire de Morio. Mitsuba Higashikata vient le consulter pour ses problèmes de santé venant en réalité du Rokakaka qu'il lui a administré sans qu'elle le sache. Il est vaincu par Mitsuba et Yasuho
Son Stand lui permet de se transformer en particule et de s'infiltrer dans le corps de ses ennemis.
Toru (透龍, Tōru)
- Nom du Stand : Wonder of U

L'ex-petit-ami de Yasuho et un stagiaire à l'hôpital universitaire de Morio. Il est réalité un homme-rocher, le chef derrière le trafic du Rokakaka et l'antagoniste principal de cette partie. Il manque de tuer Josuke et Rai à l'hôpital puis s'attaque à la famille Higashikata.
Son Stand peut prendre une apparence humaine, il se fait alors passer pour Satoru Akefu (明負 悟 Akefu Satoru), le médecin en chef de l'hôpital. Mais sa vraie capacité est effrayante toute personne poursuivant « Satoru », que ce soit littéralement ou juridiquement, sera alors frappé par des « calamités » : le poursuivant a plus de chance de se faire blesser mortellement par son environnement, même par une feuille de papier ou la pluie.

### Autres personnages
Yoshikage Kira (吉良 吉影, Kira Yoshikage)
- Nom du Stand : Killer Queen

Médecin de bord, fils de Yoshiteru Kira et de Holy Joestar. Mystérieusement mort à l'âge de 29 ans, son cadavre est retrouvé sans testicules et enterré près des "murs qui voient". D'après sa sœur Kyô Nijimura, Yoshikage a fusionné avec un autre jeune homme, le produit de cette fusion étant Josuke. Son Stand lui permettait de créer des bulles explosives et ainsi que des micro-bombes assez précises pour détruire des caillots. Sa vie a pris un tournant en 2009 alors qu'il était en service sur un navire de marchandises. Il découvrit une caisse censée contenir des rochers de jardin destinés à la famille Higashikata. Cependant, ce n'étaient pas de simples rochers mais un étrange créature vivante. Intrigué, Yoshikage pista discrètement l'homme-rocher, Aishô Dainenjiyama, et découvrit qu'il s'adonnait à un trafic de mystérieux fruits appelés Rokakaka pouvant soigner n'importe quel mal à une certaine condition. Avec Josefumi Kujo, Yoshikage entreprit de dérober un de ces fruits pour sauver sa mère Holy, dont l'état de santé décline. Malheureusement, leur plan fut découvert par Tamaki Damo et Yotsuyu Yagiyama. Yoshikage fut sauvagement torturé par le premier, ce qui poussa Josefumi a utiliser le Rokakaka pour le soigner. Cependant, l'échange équivalent donna des parties du corps de Yoshikage à Josefumi avant que les deux hommes ne soient ensevelis par un tsunami, le médecin perdant la vie.
Un hommage à Yoshikage Kira de Diamond Is Unbreakable.
La femme nue (裸の女性, Hadaka no Josei)
Une jeune femme séquestrée dans la salle de bains de Yoshikage Kira par Ojiro Sasame dans le but de piéger le médecin. C'est finalement Josuke qui sera piégé mais parviendra à vaincre Ojiro, et c'est alors que la jeune femme s'enfuira de l'appartement.
Suzuyo Hirose (広瀬 鈴世, Hirose Suzuyo)
Suzuyo est la mère de Yasuho Hirose. Divorcée, elle passe ses journées à jouer aux jeux vidéo, à boire de l'alcool jusqu'à l'ivresse et à cumuler les conquêtes masculines, ce qui lui vaut le mépris de sa fille.
Holy Joestar-Kira (吉良・ホリー・ジョースター, Kira Horī Jōsutā)
Âgée de 52 ans, Holy est une ophtalmologue et professeur émérite à l'université TG à Morio. Fille de Joseph Joestar, Holy est l'arrière-petite-fille de Johnny Joestar et Rina Higashikata. Veuve de Yoshiteru Kira, elle est la mère de Yoshikage Kira et de Kyô Nijimura. Découvrant qu'elle figure dans l'arbre généalogique des Higashikata, Josuke souhaite la joindre pour éclaircir la mystérieuse mort de Yoshikage. Cependant, Holy est hospitalisée pour un mystérieux problème cérébral et Yasuho fut chassée par le personnel lorsqu'elle est allée la voir. C'est pour la soigner que son fils Yoshikage décida de mettre la main sur le fruit Rokakaka.
Un hommage à Holy Kujo de Stardust Crusaders.
Yoshiteru Kira (吉良 吉輝, Kira Yoshiteru)
Le mari de Holy Joestar et le père de Yoshikage Kira et Kyô Nijimura. Né en 1945, il est mort en 1991 à l'âge de 46 ans.
Un hommage à Yoshihiro Kira de Diamond Is Unbreakable.
Karera Sakunami (作並 カレラ, Sakunami Karera)
- Nom du Stand : Love Love Deluxe (Un hommage à Love Deluxe de Diamond Is Unbreakable)

Karera Sakunami est une jeune fille de 20 ans sans emploi qui aborde Josuke. Elle le reconnaît comme son ami Josefumi Kujo et pour cause : Josuke s'avère être la fusion entre Josefumi et Yoshikage Kira. Si Karera éprouve beaucoup d'affection pour Josefumi, elle déteste en revanche Yoshikage. Désinvolte, sexy et malhonnête, Karera gagne sa vie en volant de l'argent et en faisant repousser les cheveux des chauves grâce à son Stand : Love Love Deluxe, qui fait pousser des cheveux sur la surface que touche la cible. Josuke se méfie d'elle et de ses combines mais sait que elle seule peut lui dire sa véritable identité. Elle panique lorsque Josuke lui apprend la mort de Yoshikage Kira et il semblerait qu'elle soit liée au mystérieux fruit Rokakaka avec Josefumi, Yoshikage et les hommes-rochers.
Josefumi Kujo (空条 仗世文, Kūjō Josefumi)
- Nom du Stand : Soft & Wet (Un hommage à Gold Experience de Golden Wind)

Josefumi Kujo était un jeune homme de 19 ans ayant fusionné avec Yoshikage Kira via l'échange équivalent obtenu via le fruit Rokakaka, Josuke étant le produit de cette fusion. Fils de Sadafumi et Kiyomi, Josefumi était un ami proche de Karera Sakunami. Plus jeune, alors qu'il était à la plage avec sa mère, il se noya et se cogna la tête contre un rocher, ce qui aurait pu causer sa mort si Holy Joestar et Yoshikage Kira n'étaient pas intervenus. Devenu un jeune adulte, Josefumi accepte d'aider Yoshikage à dérober un fruit Rokakaka pour sauver Holy, en remerciement de l'avoir sauvé dans son enfance. Malheureusement, leur plan fut découvert par Tamaki Damo et Yotsuyu Yagiyama. Josefumi décida d'utiliser le Rokakaka pour soigner Yoshikage, grièvement blessé par Tamaki Damo. Cependant, c'est Josefumi qui reçut des parties du corps de son ami. Alors que les deux hommes sont ensevelis à cause d'un tsunami, Yoshikage meurt tandis que Josefumi devient une nouvelle personne, le futur Josuke.
Un hommage à Josuke Higashikata de Diamond Is Unbreakable.
Kiyomi Kujo (空条 聖美, Kūjō Kiyomi)
Kiyomi est la mère de Josefumi Kujo. Elle avait l'habitude de faire semblant d'être malade pour ne pas aller travailler. Alors qu'elle bronzait sur la plage, son fils Josefumi fut emporté par les vagues et blessé par un rocher. Paniquée, elle a mis du temps à appeler les secours, ce qui aurait pu causer la mort de son fils mais Holy Joestar et Yoshikage Kira ont pu le sauver.

## Liste des chapitres
| no | Japonais          | Japonais          | Français         | Français                                                |
| no | Date de sortie    | ISBN              | Date de sortie   | ISBN                                                    |
| --- | ----------------- | ----------------- | ---------------- | ------------------------------------------------------- |
| 1 (105) | 19 décembre 2011  | 978-4-08-870311-4 | 9 novembre 2016  | 978-2-7560-8155-7                                       |
| Bienvenue à Morio Couverture : Soft & Wet, Josuke Higashikata Dos : Josuke HigashikataListe des chapitres : - #001 - Bienvenue à Morio - #002–005 - Soft & Wet (①–④) |                   |                   |                  |                                                         |
| 2 (106) | 19 avril 2012     | 978-4-08-870413-5 | 4 janvier 2017   | 978-2-7560-8156-4                                       |
| Le nom "Josuke Higashikata" Couverture : Josuke Higashikata, Yasuho Hirose Dos : Josuke Higashikata, Soft & WetListe des chapitres : - #006 - Soft & Wet (⑤) - #007 - Josuke chez les Higashikata - #008–009 - California King Bed (②) |                   |                   |                  |                                                         |
| 3 (107) | 19 septembre 2012 | 978-4-08-870526-2 | 1er mars 2017    | 978-2-7560-8157-1                                       |
| Cette généalogie Couverture : Yasuho Hirose, Josuke Higashikata, Soft & Wet Dos : Yasuho HiroseListe des chapitres : - #010 - California King Bed (③) - #011 - Généalogie - #012–013 - « Paisley Park » et « Born This Way » (①–②) |                   |                   |                  |                                                         |
| 4 (108) | 17 mai 2013       | 978-4-08-870642-9 | 10 mai 2017      | 978-2-7560-8187-8                                       |
| Le citron et la clémentine Couverture : Josuke Higashikata (en double), Soft & Wet (en double) Dos : Daiya HigashikataListe des chapitres : - #014–016 - « Paisley Park » et « Born This Way » (③–⑤) - #017 - Le citron et la clémentine - #018 - Le passage des chantages (①) |                   |                   |                  |                                                         |
| 5 (109) | 18 octobre 2013   | 978-4-08-870830-0 | 5 juillet 2017   | 978-2-7560-8188-5                                       |
| Morio 1901 Couverture : Josuke Higashikata, Daiya Higashikata, Yasuho Hirose, Soft & Wet, Nut King Call Dos : California King Bed, Joshu HigashikataListe des chapitres : - #019–021 - Le passage des chantages (②–④) - #022 - Morio 1901 |                   |                   |                  |                                                         |
| 6 (110) | 19 mars 2014      | 978-4-08-870891-1 | 6 septembre 2017 | 978-2-7560-8189-2                                       |
| Le but de Tsurugi Higashikata - L'architecte Couverture : Joshu Higashikata, Tsurugi Higashikata, Norisuke Higashikata IV, Hato Higashikata, Josuke Higashikata, Yasuho Hirose Dos : Tsurugi Higashikata, Paper Moon KingListe des chapitres : - #023–025 - Paper Moon - Illusion (①–③) - #026 - Le but de Tsurugi Higashikata - L'architecte                                            |                   |                   |                  |                                                         |
| 7 (111) | 19 mai 2014       | 978-4-08-880087-5 | 2 novembre 2017  | 978-2-7560-8190-8                                       |
| King Nothing Couverture : Soft & Wet, Tsurugi Higashikata, Daiya Higashikata, King Nothing, Norisuke Higashikata IV, Yasuho Hirose, Josuke Higashikata Dos : Norisuke Higashikata IVListe des chapitres : - #027–029 - Norisuke Higashikata, Tsurugi Higashikata et Yotsuyu Yagiyama (①–③) - #030 - King Nothing                                                                         |                   |                   |                  |                                                         |
| 8 (112) | 17 octobre 2014   | 978-4-08-880238-1 | 28 février 2018  | 978-2-7560-8191-5                                       |
| Vacances quotidiennes Couverture : Norisuke Higashikata IV, Joshu Higashikata, Yasuho Hirose, Paper Moon King, Josuke Higashikata, Soft & Wet, Tsurugi Higashikata, Daiya Higashikata, Paisley Park Dos : Norisuke Higashikata IV, King NothingListe des chapitres : - #031–032 - "I Am a Rock" (①–②) - #033 - Josuke au bar à fruits des Higashikata - #034 - Vacances quotidiennes (①) |                   |                   |                  |                                                         |
| 9 (113) | 17 février 2015   | 978-4-08-880314-2 | 9 mai 2018       | 978-2-75-608192-2                                       |
| Jobin Higashikata, le fils aîné Couverture : Josuke Higashikata Dos : Paisley ParkListe des chapitres : - #035–037 - Vacances quotidiennes (②–④) - #038 - Jobin Higashikata est un manieur de Stand |                   |                   |                  |                                                         |
| 10 (114) | 17 juillet 2015   | 978-4-08-880436-1 | 22 août 2018     | 978-2-75-609626-1                                       |
| Poursuis l'arbre Rokakaka ! Couverture : Yasuho Hirose, Josuke Higashikata Dos : Jobin HigashikataListe des chapitres : - #039–042 - Doobie Wah (①–④) |                   |                   |                  |                                                         |
| 11 (115) | 18 décembre 2015  | 978-4-08-880548-1 | 7 novembre 2018  | 978-2-7560-9627-8                                       |
| Les jumeaux arrivent en ville Couverture : Josuke Higashikata, Soft & Wet Dos : Karera SakunamiListe des chapitres : - #043–046 - Love Love Deluxe (①–④) |                   |                   |                  |                                                         |
| 12 (116) | 18 mars 2016      | 978-4-08-880647-1 | 30 janvier 2019  | 978-2-7560-9628-5                                       |
| Le petit ami de Hato Couverture : Yoshikage Kira, Josefumi Kujo, Karera Sakunami, Killer Queen, Soft & Wet, Love Love Deluxe Dos : Love Love DeluxeListe des chapitres : - #047–049 - Hato présente son copain (①–③) - #050 - Vitamin C et Killer Queen (①) |                   |                   |                  |                                                         |
| 13 (117) | 19 juillet 2016   | 978-4-08-880742-3 | 24 avril 2019    | 978-2-7560-9629-2                                       |
| Walking Heart Couverture :Tamaki Damo, Josuke Higashikata Dos : Tamaki Damo, Vitamin CListe des chapitres : - #051–053 - Vitamin C et Killer Queen (②–④) - #054 - Walking Heart |                   |                   |                  |                                                         |
| 14 (118) | 19 décembre 2016  | 978-4-08-880880-2 | 21 août 2019     | 978-2-413-00314-4                                       |
| L'aube des Higashikata Couverture : Josuke Higashikata, Soft & Wet Dos : Vitamin C, Hato HigashikataListe des chapitres : - #055 - Walking Heart, Breaking Heart - #056–057 - Milagro Man (①–②) - #058 - L'aube des Higashikata |                   |                   |                  |                                                         |
| 15 (119) | 18 juillet 2017   | 978-4-08-880882-6 | 6 novembre 2019  | 978-2-413-01592-5                                       |
| Le lagon bleu des Dolomites Couverture : Yasuho Hirose, Soft & Wet, Josuke Higashikata, Paisley Park, Speed King, Jobin Higashikata, Dolomites Dos : Hato Higashikata, Dolomites, Rai MamezukuListe des chapitres : - #059–062 - Le lagon bleu des Dolomites (①–④) |                   |                   |                  |                                                         |
| 16 (120) | 19 septembre 2017 | 978-4-08-881233-5 | 5 février 2020   | 978-2-413-01593-2                                       |
| Mère et fils Couverture : Josuke Higashikata, Yasuho Hirose Dos : Doggy Style, Rai Mamezuku, DolomitesListe des chapitres : - #063 - Le lagon bleu des Dolomites (⑤) - #064 - Mère et fils - #065–066 - Rai Mamezuku, botaniste (31 ans) (①–②) |                   |                   |                  |                                                         |
| 17 (121) | 19 décembre 2017  | 978-4-08-881443-8 | 1er juillet 2020 | 978-2-413-01594-9                                       |
| Évade-toi du mont Hanahero Couverture : Rai Mamezuku, Josuke Higashikata, Dolomites, Yasuho Hirose Dos : Doggy Style, Poor TomListe des chapitres : - #067 - Rai Mamezuku, botaniste (31 ans) (③) - #068–070 - Urban Guerilla et Doremi Fasol Latido (①–③) |                   |                   |                  |                                                         |
| 18 (122) | 19 juillet 2018   | 978-4-08-881452-0 | 7 octobre 2020   | 978-2-413-01957-2                                       |
| Le verger, au nord de la maison des Higashikata Couverture : Josuke Higashikata Dos : Poor Tom, Urban GuerillaListe des chapitres : - #071 - La barrette à cheveux de la Dynastie Qing - #072 - Le verger, au nord de la maison des Higashikata - #073–074 - La pression d'Ozon Baby (①–②)                                                                                               |                   |                   |                  |                                                         |
| 19 (123) | 19 octobre 2018   | 978-4-08-881596-1 | 6 janvier 2021   | 978-2-413-01958-9                                       |
| Tomoki Wu, chirurgien esthétique Couverture : Josuke Higashikata, Soft & Wet, Paisley Park, Yasuho Hirose, Doggy Style, Rai Mamezuku Dos : Urban Guerilla, Mitsuba HigashikataListe des chapitres : - #075–076 - La pression d'Ozon Baby (③–④) - #077 - En route pour l'hôpital universitaire TG - #078 - Tomoki Wu, chirurgien esthétique                                               |                   |                   |                  |                                                         |
| 20 (124) | 19 mars 2019      | 978-4-08-881777-4 | 7 avril 2021     | 978-2-413-02776-8                                       |
| Merci de vous occuper de nous, Docteur Wu Couverture : Josuke Higashikata, Soft & Wet, Yasuho Hirose Dos : Mitsuba Higashikata, Awaking III LeavesListe des chapitres : - #079–082 - Docteur Wu ou la triade de Mitsuba (①–④) |                   |                   |                  |                                                         |
| 21 (125) | 19 juillet 2019   | 978-4-08-882015-6 | 7 juillet 2021   | 978-2-413-02777-5                                       |
| The Wonder of You Couverture : Josuke Higashikata, Soft & Wet Dos : Awaking III Leaves, Tomoki WuListe des chapitres : - #083 - Nouveau Rokakaka - #084–086 - The Wonder of You (ton amour miraculeux) (①–③) |                   |                   |                  |                                                         |
| 22 (126) | 19 décembre 2019  | 978-4-08-882167-2 | 24 novembre 2021 | 978-2-413-04179-5                                       |
| Satoru Akefu, directeur de l'hôpital universitaire TG Couverture : Josuke Higashikata, Speed King, Jobin Higashikata, Yasuho Hirose, Tsurugi Higashikata Dos : Satoru AkefuListe des chapitres : - #087–090 - The Wonder of You (ton amour miraculeux) (④–⑦) |                   |                   |                  |                                                         |
| 23 (127) | 17 avril 2020     | 978-4-08-882278-5 | 12 janvier 2022  | 978-2-413-04180-1 978-2-413-04520-5 (édition collector) |
| Je t'aimerai toujours Couverture : Josuke Higashikata, The Wonder of You Dos : ToruListe des chapitres : - #091–094 - The Wonder of You (ton amour miraculeux) (⑧–⑪) |                   |                   |                  |                                                         |
| 24 (128) | 16 octobre 2020   | 978-4-08-882394-2 | 6 avril 2022     | 978-2-41-304547-2                                       |
| Ne pas bouger, c'est la seule solution Couverture : Josuke Higashikata, Soft & Wet, Yasuho Hirose, Paisley Park, Rai Mamezuku, Doggy Style, Toru, The Wonder of You Dos : The Wonder of YouListe des chapitres : - #095 - The Wonder of You (ton amour miraculeux) (⑫) - #096 - Ne pas bouger, c'est la seule solution - #097–098 - The Wonder of You (ton amour miraculeux) (⑭–⑮)       |                   |                   |                  |                                                         |
| 25 (129) | 18 décembre 2020  | 978-4-08-882544-1 | 11 janvier 2023  | 978-2-413-04548-9 978-2-413-04812-1 (édition collector) |
| Le dilemme ultime Couverture : Josuke Higashikata, Yasuho Hirose, The Wonder of You Dos : Speed KingListe des chapitres : - #099–102 - The Wonder of You (Ton amour miraculeux) (⑯–⑲) |                   |                   |                  |                                                         |
| 26 (130) | 19 mai 2021       | 978-4-08-882697-4 | 29 mars 2023     | 978-2-413-04619-6                                       |
| Go Beyond Couverture : Toru, The Wonder of You Dos : Speed King, Kaato HigashikataListe des chapitres : - #103–104 - The Wonder of You (Ton amour miraculeux) (⑳–㉑) - #105 - La santé avant tout - #106 - Go Beyond |                   |                   |                  |                                                         |
| 27 (131) | 17 septembre 2021 | 978-4-08-882836-7 | 12 juillet 2023  | 978-2-413-04813-8                                       |
| La fin des malédictions Couverture : Josuke Higashikata Dos : Kaato Higashikata, The Wonder of YouListe des chapitres : - #107 - La fin des malédictions - #108 - Go Beyond (②) - #109 - L'incident Radio Ga Ga (1941) - #110 - La maison des fruits Higashikata |                   |                   |                  |                                                         |

### Shueisha BOOKS
1. 1 2  Tome 1
2. 1 2  Tome 2
3. 1 2  Tome 3
4. 1 2  Tome 4
5. 1 2  Tome 5
6. 1 2  Tome 6
7. 1 2  Tome 7
8. 1 2  Tome 8
9. 1 2  Tome 9
10. 1 2  Tome 10
11. 1 2  Tome 11
12. 1 2  Tome 12
13. 1 2  Tome 13
14. 1 2  Tome 14
15. 1 2  Tome 15
16. 1 2  Tome 16
17. 1 2  Tome 17
18. 1 2  Tome 18
19. 1 2  Tome 19
20. 1 2  Tome 20
21. 1 2  Tome 21
22. 1 2  Tome 22
23. 1 2  Tome 23
24. 1 2  Tome 24
25. 1 2  Tome 25
26. 1 2  Tome 26
27. 1 2  Tome 27

### Éditions Delcourt Tonkam
1. 1 2  Tome 1
2. 1 2  Tome 2
3. 1 2  Tome 3
4. 1 2  Tome 4
5. 1 2  Tome 5
6. 1 2  Tome 6
7. 1 2  Tome 7
8. 1 2  Tome 8
9. 1 2  Tome 9
10. 1 2  Tome 10
11. 1 2  Tome 11
12. 1 2  Tome 12
13. 1 2  Tome 13
14. 1 2  Tome 14
15. 1 2  Tome 15
16. 1 2  Tome 16
17. 1 2  Tome 17
18. 1 2  Tome 18
19. 1 2  Tome 19
20. 1 2  Tome 20
21. 1 2  Tome 21
22. 1 2  Tome 22
23. 1 2  Tome 23
24. ↑  Tome 23 Collector
25. 1 2  Tome 24
26. 1 2  Tome 25
27. ↑  Tome 25 Collector
28. 1 2  Tome 26
29. 1 2  Tome 27